# Det vidgade textbegreppet
Det vidgade textbegreppet är ett uttryck som används i utbildningssammanhang och begreppet innefattar förutom det skrivna och talade ordet, bild, film och ljud. Det vidgade textbegreppet skrevs för första gången ut i klartext 1994 med argumenten att skolan bör gå i takt med det omgivande och föränderliga samhället där generell mediekompetens blir allt viktigare och det därför inte längre räcker med "literacy", det vill säga att behärska skriftspråket.